# John D. Stamford
John D. Stamford (* 20. Mai bis 21. Juni 1939 in Lancashire (England); † 1999? in Belgien) war Priester und erster Herausgeber des weltweit vertriebenen Spartacus International Gay Guide.

## Leben

### Herkunft
Stamford war katholischer Priester in Brighton, bevor er als Lehrer an einer katholischen Sonntagsschule in Lancashire unterrichtet hat. Später betrieb er in Brighton ein Gästehaus. 1967 begann der 28-Jährige als JDS Publications, 46 Preston Street, in Brighton mit der Herausgabe der monatlichen schwulen Spartacus Magazine im DinA5-Format und gründete 1968 den Spartacus International Gay Guide für alle Kontinente, der ab März 1970 in Sussex erschien.

### Spartacus
1971/1972 siedelte Stamford nach Amsterdam über. Der bei Euro Spartacus in 3. Ausgabe im Dezember 1973 in Amsterdam veröffentlichte, als Reiseführer konzipierte Spartacus International Gay Guide brachte – ähnlich wie die Konkurrenzprodukte Places of Interest, Bob Damron's Adressbook, Gayellow Pages die Zielgruppe der Schwulen in den Fokus der Marketingabteilungen der internationalen Tourismusbranche als zahlungskräftige Kundschaft. Die aufgeführten Adressen – besonders in den unter Verfolgung leidenden Ländern – waren häufig Kristallisationspunkt von lokalen und grenzüberschreitenden politischen und unpolitischen Zusammenschlüssen von Homosexuellen. In den entwickelteren Ländern diente Stamfords mehrsprachige Publikation als Vorbild für zahlreiche nationale und regionale Reiseführer, so die Veröffentlichungen aus der von hinten-Reihe, z. B. Berlin von hinten aus dem Bruno Gmünder Verlag. Stamford wurde jedoch auch vorgeworfen, mit seinen Publikationen die Prostitution Minderjähriger zu fördern. Verschiedene Staaten übten Druck auf die niederländische Regierung aus, Stamford das Handwerk zu legen.

### Verleger
In Amsterdam veröffentlichte Stamford weitere Publikationen, so das Magazin Spartacus Traveller und das pädophil orientierte Pan Magazin sowie Pornographie im Verlag The Coltsfoot Press, der zeitweise als Abteilung des Spartacus-Verlags firmierte.
Er kaufte sich eine luxuriöse Geschäftsvilla im Amsterdamer Vorort Baarns, die 1986 wegen millionenschwerer Steuerschulden gepfändet wurde. Bei der anschließenden Versteigerung gingen zahlreiche persönliche Gegenstände von Stamford verloren. Ein ehemaliger Mitarbeiter Stamfords bezweifelte, dass Stamford wisse, was vorgehe. Stamford wirft anderen Mitarbeitern vor, ihn um zehntausende Gulden betrogen zu haben.

### Ende
Am 1. Dezember 1986 erwarb der 31-jährige Bruno Gmünder mit seinem Verlag die Rechte an dem Gay Guide von dem 48-jährigen Stamford. Der Reiseführer erschien dann 1987 erstmals – nach 15 Ausgaben – nicht mehr bei Stamfords Verlag, sondern bei Bruno Gmünder. Stamford sagte zu, durch Reisen gewonnene Informationen an den Berliner Verlag weiterzuleiten. Nach anderen Informationen ging der vollständige Besitz erst sieben Jahre später 1994 an Gmünder über. Stamford reiste mit seinem Adoptivsohn und Freund im folgenden Jahr über den Globus.
1987 zitiert die deutschsprachige Zeitschrift Gay Journal die holländische Zeitung De Gay Krant, dass Stamford in Holland wegen illegalen Knabenhandels gesucht würde. Nach Informationen aus diversen Bloggs soll Stamford entweder nach Asien gegangen sein oder seine letzten Jahre in Turnhout, Flandern (Belgien) verbracht haben, wo er im Gefängnis saß, aus dem er auf Kaution – gestellt von Christian von Maltzahn – wenige Jahre vor seinem Tod entlassen wurde. 1999 sei er verstorben.

## Belege
1. 1 2  John D. Stamford: 'Spartacus Gay Guide', 1975, Seite 12
2. 1 2  Event-Magazin (Londoner Programmzeitschrift), David Roper: Good Man Guide, Buchbesprechung, 29. April 1982
3. ↑  Zeitschrift Gay Journal: Ist Stamford noch zu retten? Nr. 7, Juli 1985, basierend auf Artikeln der niederländischen Zeitung The Gay Krant.
4. ↑  Werbung in der 1985er Ausgabe des Spartacus International Gay Guide
5. ↑  Zeitschrift DU&ICH, Wilfried D. Schwarze: In letzter Minute. Mit der Vertragsunterzeichnung am 1. Dezember 1986 durch Bruno Gmünder (Foto links) und John D. Stamford (Foto rechts) ist die Zukunft des Spartacus gesichert, Januar 1987, S. 63.
6. ↑  Peter Thommen, Blog des schwulen Buchladens ARCADOS: Spartacus – Guide durch eine „schwule Welt“? (Memento des Originals vom 9. September 2011 im Internet Archive)  Info: Der Archivlink wurde automatisch eingesetzt und noch nicht geprüft. Bitte prüfe Original- und Archivlink gemäß Anleitung und entferne dann diesen Hinweis. November 2006
7. ↑  Gay Journal: Stamford im Visier, 1987, Nr. 4/5, S. 15.

| Personendaten    | Personendaten                           |
| ---------------- | --------------------------------------- |
| NAME             | Stamford, John D.                       |
| KURZBESCHREIBUNG | britischer Priester und Verleger        |
| GEBURTSDATUM     | zwischen 20. Mai 1939 und 21. Juni 1939 |
| GEBURTSORT       | Lancashire                              |
| STERBEDATUM      | unsicher: 1999                          |
| STERBEORT        | Belgien                                 |